# تصمیم‌گیری گروهی

تصمیم‌گیری گروهی

وضعیتی است که افراد به‌طور جمعی از بین گزینه‌های موجود انتخاب می‌کنند. این تصمیم دیگر به هیچ فردی که عضو گروه است قابل انتساب نیست. این به این دلیل است که همه فرآیندهای افراد و گروه‌های اجتماعی مانند نفوذ اجتماعی به نتیجه کمک می‌کنند. تصمیم‌هایی که توسط گروه‌ها گرفته می‌شود، اغلب با تصمیم‌های فردی افراد متفاوت است. در محیط‌های کاری، تصمیم‌گیری مشارکتی یکی از موفق‌ترین مدل‌ها برای جلب رضایت دیگر ذینفعان، ایجاد اجماع و تشویق خلاقیت است. با توجه به ایده هم‌افزایی، تصمیم‌هایی که به صورت جمعی گرفته می‌شوند نیز، نسبت به تصمیم‌هایی که توسط یک فرد گرفته می‌شود مؤثرتر هستند. در این راستا، برخی از ترتیب‌های مشارکتی پتانسیل ایجاد نتایج عملکرد خالص بهتر را نسبت به افرادی که به تنهایی اقدام می‌کنند، دارند. در شرایط عادی روزمره، تصمیم‌گیری مشترک یا گروهی اغلب ترجیح داده می‌شود و در صورت وجود زمان برای مشورت، بحث و گفتگوی مناسب، مزایای بیشتری نسبت به تصمیم‌گیری فردی ایجاد می‌کند. این را می‌توان از طریق استفاده از کمیته‌ها، تیم‌ها، گروه‌ها، همکاران یا دیگر فرآیندهای اجتماعی مشترک به دست آورد.